# Marjan Kandus
Marjan Kandus (Maribor, 23 settembre 1932 – novembre 2024) è stato un cestista jugoslavo.

## Carriera
Con la Jugoslavia disputò i Giochi olimpici di Roma 1960 e tre edizioni dei Campionati europei (1957, 1959, 1961).

## Palmarès
- YUBA liga: 4

AŠK Lubiana: 1957, 1959, 1961, 1962